# Robert M. Lightfoot, Jr.
Robert M. Lightfoot, Jr. es un ingeniero y antiguo administrador interino de la NASA. Anteriormente sirvió  como el undécimo director del Centro Marshall de vuelos espaciales en Huntsville, Alabama, desde marzo de 2009 hasta su promoción en marzo de 2012.
Lightfoot se convirtió en el administrador interino de la NASA el 20 de enero de 2017, debido a que la administración de Donald Trump no eligió un sucesor para Charles F. Bolden, Jr. tras su retiro, y continuó en el cargo hasta el 23 de abril de 2018, cuando fue reemplazado por Jim Bridenstine.

## Carrera
Lightfoot se unió a la NASA en 1989 como ingeniero de prueba y director de programa en el Centro Marshall de vuelos espaciales.  En 1998,  fue nombrado vicejefe de la división de propulsión del Centro Marshall.  Lightfoot entonces se mudó al Centro espacial John C. Stennis.  En 2001,  fue nombrado subdirector de la división de propulsión en Stennis y en marzo de 2002 fue ascendido a director.
De 2003 a 2005, Lightfoot sirvió como asistente de administrador adjunto para el Programa de Transbordador espacial en la sede central de la NASA en Washington. En 2005 volvió al centro Marshall como gerente de la oficina de propulsión del transbordador espacial.  En 2007, Lightfoot fue designado subdirector del centro Marshall.  Con la jubilación del director del centro Marshall David Un. King. Lightfoot fue nombrado el undécimo director del centro el 24 de agosto de 2009. Durante su administración, Lightfoot dirigió al centro Marshall durante la transición entre el programa del Transbordador espacial y el Transbordador SLS
El 12 de marzo de 2018, Lightfoot anunció que se retiraría de la NASA el 30 de abril de 2018. Para el momento del anuncio, el Senado de los Estados Unidos no había aprobado la candidatura de Jim Bridenstine como Administrador de la agencia. Finalmente, su candidatura fue aprobada el 19 de marzo de 2018, Bridenstine tomó juramento el 23 de abril de 2018. Esto convirtió a Lightfoot en el administrador interino de más larga trayectoria en la historia de la NASA.
Lightfoot se retiró de NASA el 30 de abril de 2018.
En julio de 2018, Lightfoot se unió al comité asesor de la empresa Firefly Aerospace.

## Educación
Lightfoot tiene una licenciatura en ingeniería mecánica de la Universidad de Alabama. En octubre de 2007, fue nombrado Distinguido Compañero Departamental de la Universidad de Alabama.  Lightfoot sirve en el Consejo de Ingeniería Mecánica en la Universidad de Alabama.

## Premios y honores
Originario de Montevallo, Alabama, Lightfoot ha recibido varios premios durante su carrera, incluyendo el Premio de Rango Presidencial para Ejecutivos meritorios en 2006 y una medalla de la NASA de "Liderazgo excepcional" en 2007 por "liderazgo excepcional y ejemplar en la Oficina de Propulsión del transbordador espacial" y "garantizando la seguridad del transbordador durante su regreso a vuelo tras el accidente del transbordador espacial Columbia".

| Predecesor: Charles F. Bolden, Jr. | Administrador de la NASA 2017-2018 | Sucesor: Jim Bridenstine |